# Naunhofer Seen

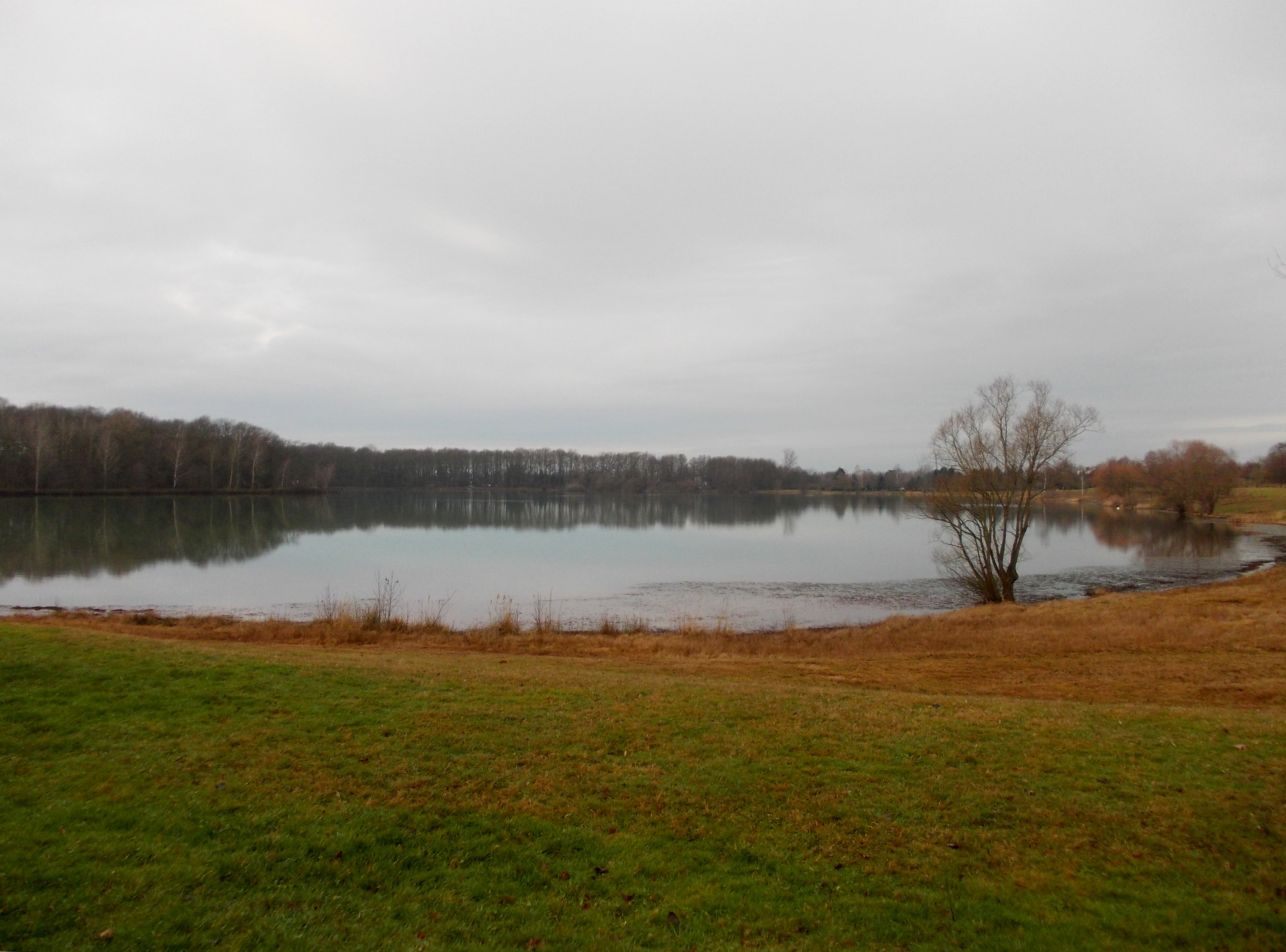
Albrechtshainer See

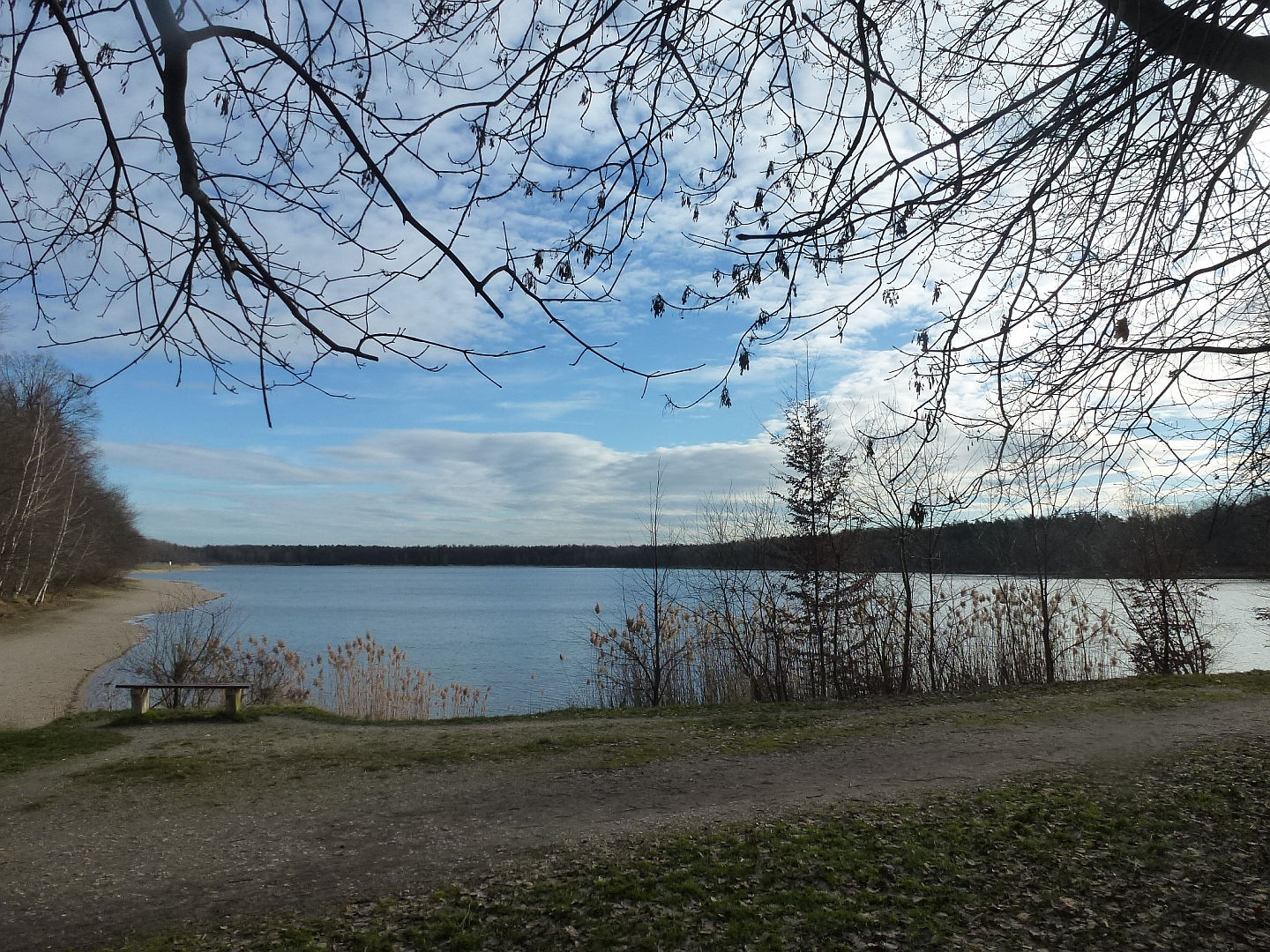
Ammelshainer See (Moritzsee)

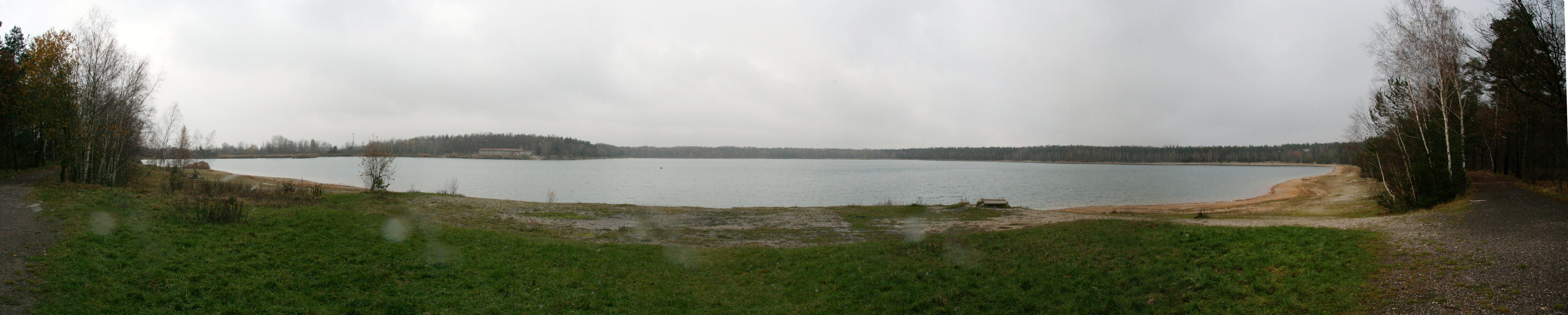
Naunhofer See (Grillensee)

Die Naunhofer Seen bestehen aus drei Seen auf dem Gebiet der sächsischen Gemeinde Naunhof im Landkreis Leipzig. Die Seen entstanden aus Kiesgruben, die für den Autobahnbau benötigt wurden. 
Der Naunhofer See (auch Grillensee) mit 57 Hektar, der Ammelshainer See (auch Moritzsee) mit 53 Hektar und der Albrechtshainer See mit 24 Hektar Wasseroberfläche sind wichtige Anziehungspunkte für den Tourismus im Landkreis und weit darüber hinaus. Von besonderem Vorteil sind die Anbindung an die Autobahn A 14 (Anschlussstelle 29, Naunhof) und die guten Parkmöglichkeiten. Die Seen liegen im  Leipziger Neuseenland, einem Verbund von vor allem aus rekultivierten Tagebaurestlöchern teilweise noch entstehenden Badeseen.